# Mycosphaerella keniensis
Mycosphaerella keniensis är en svampart som beskrevs av Crous & T.A. Cout. 1998. Mycosphaerella keniensis ingår i släktet Mycosphaerella och familjen Mycosphaerellaceae.   Inga underarter finns listade i Catalogue of Life.